# Northumberland Avenue

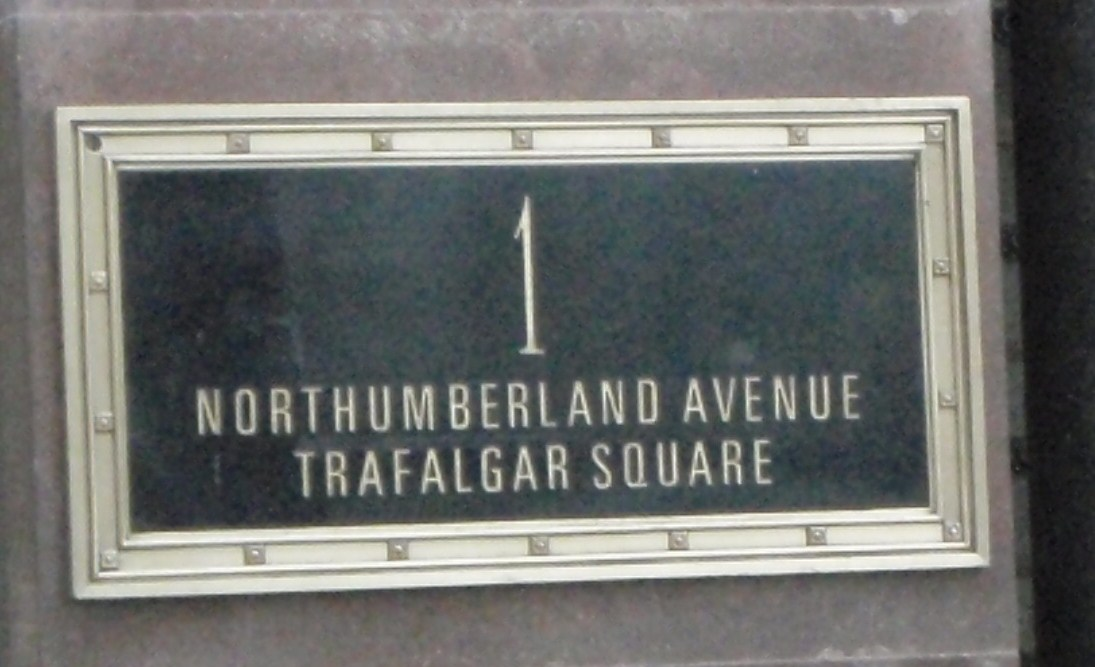
Un letrero en el número 1 de Northumberland Avenue.

Northumberland Avenue es una calle situada en la ciudad de Westminster de Londres (Inglaterra), que discurre desde Trafalgar Square al oeste hasta Thames Embankment al este. La calle se construyó entre 1874 y 1876 en la parcela de Northumberland House, la casa de Londres de la familia Percy, los Duques de Northumberland, y en parte de la paralela Northumberland Street.
Cuando se construyó, la calle se diseñó para albergar hoteles de lujo, incluido el Grand Hotel, el Victoria y el Metropole. El Playhouse Theatre abrió sus puertas en 1882 y se convirtió en uno de los teatros más importantes de Londres. A partir de los años treinta, desaparecieron los hoteles de Northumberland Avenue y fueron sustituidos por oficinas de los departamentos del Gobierno Británico, incluida la Oficina de Guerra y el Ministerio del Aire, posterior Ministerio de Defensa. La calle ha sido mencionada en varias novelas de Sherlock Holmes, incluido El sabueso de los Baskervilles, y es una casilla en el tablero británico del Monopoly.

## Geografía
La calle tiene unos trescientos metros de longitud y forma parte de la A400, una carretera local que conecta Westminster con Camden Town. Discurre en dirección oeste-este desde Trafalgar Square hasta el Thames Embankment. En el extremo este están los Whitehall Gardens y el Puente de Hungerford sobre el río Támesis. La línea de autobús más cercana es la 91, y las estaciones de metro más cercanas son Charing Cross y Embankment.

## Historia

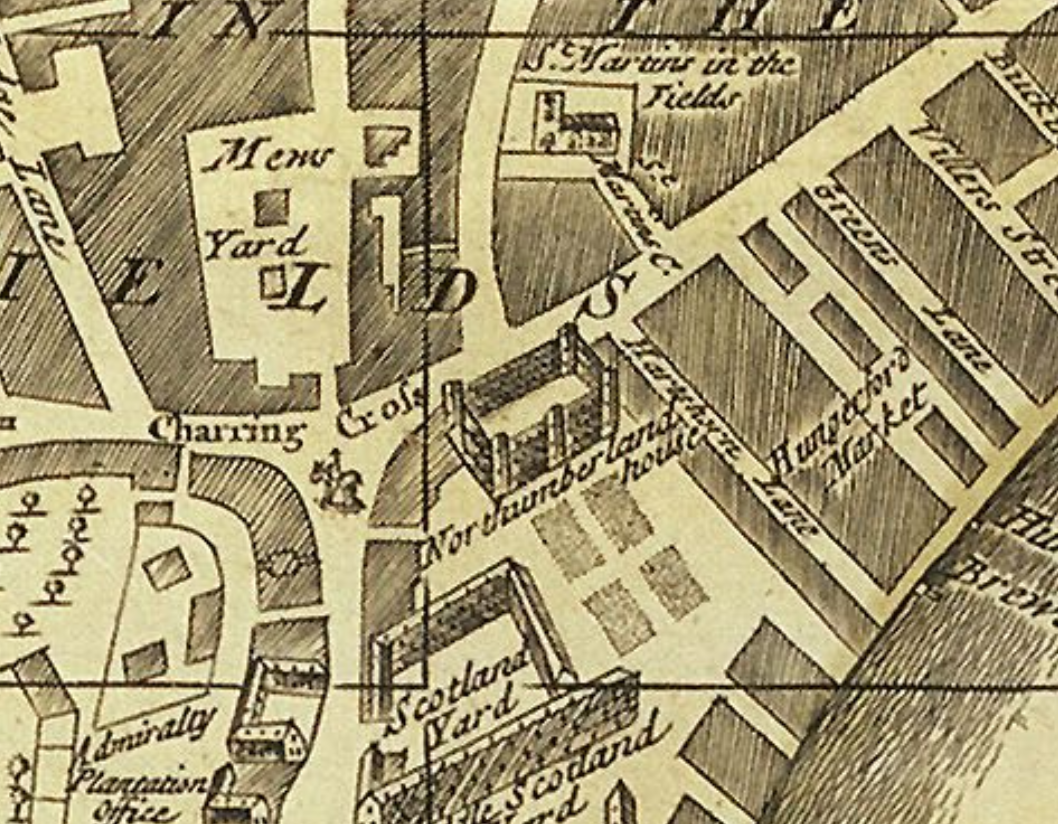
Northumberland House en un mapa de 1724.

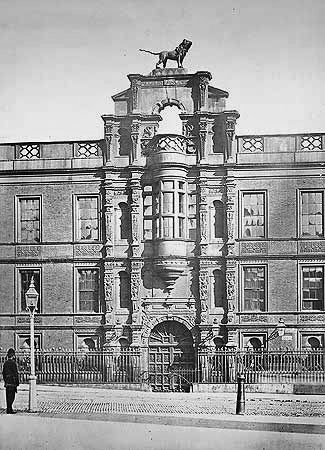
Northumberland House fue construida en 1609 y demolida en 1874 para permitir la construcción de Northumberland Avenue.

La zona ocupada en la actualidad por Northumberland Avenue se llamaba originalmente Hartshorn Lane. Se creó en torno a 1491 después de que el Abad de Westminster concediera estos terrenos al tendero Thomas Walker, incluida una posada conocida como the Christopher y establos. El terreno fue vendido a Humfrey Cooke en 1516, y posteriormente a John Russell en 1531. En 1546 fue vendido a Enrique VIII.
En 1608 y 1609, Henry Howard, I conde de Northampton construyó una casa en el lado este de la antigua capilla y hospital de St. Mary Rounceval, en Charing Cross, incluidos unos jardines que llegaban hasta el río Támesis y hasta Scotland Yard al oeste. La finca pasó a ser propiedad de Algernon Percy, X conde de Northumberland cuando se casó con la sobrina bisnieta de Howard, Lady Elizabeth, en 1642, a partir de lo cual pasó a ser conocida como Northumberland House. A su vez, la calle se llamó Northumberland Street. Esta casa resultó dañada en los disturbios tras la elección de Wilkes en 1768, pero fue salvada después de que su dueño, Hugh Percy, I duque de Northumberland, abriera la cercana Ship Ale House, alejando a los manifestantes.
En el siglo XVIII, Northumberland Street se usaba principalmente como vía de comunicación entre los mercados del West End y los muelles del Támesis. En 1720, el historiador John Strype escribió que Northumberland Street estaba «muy obstruida con los carros de reparación de los muelles».

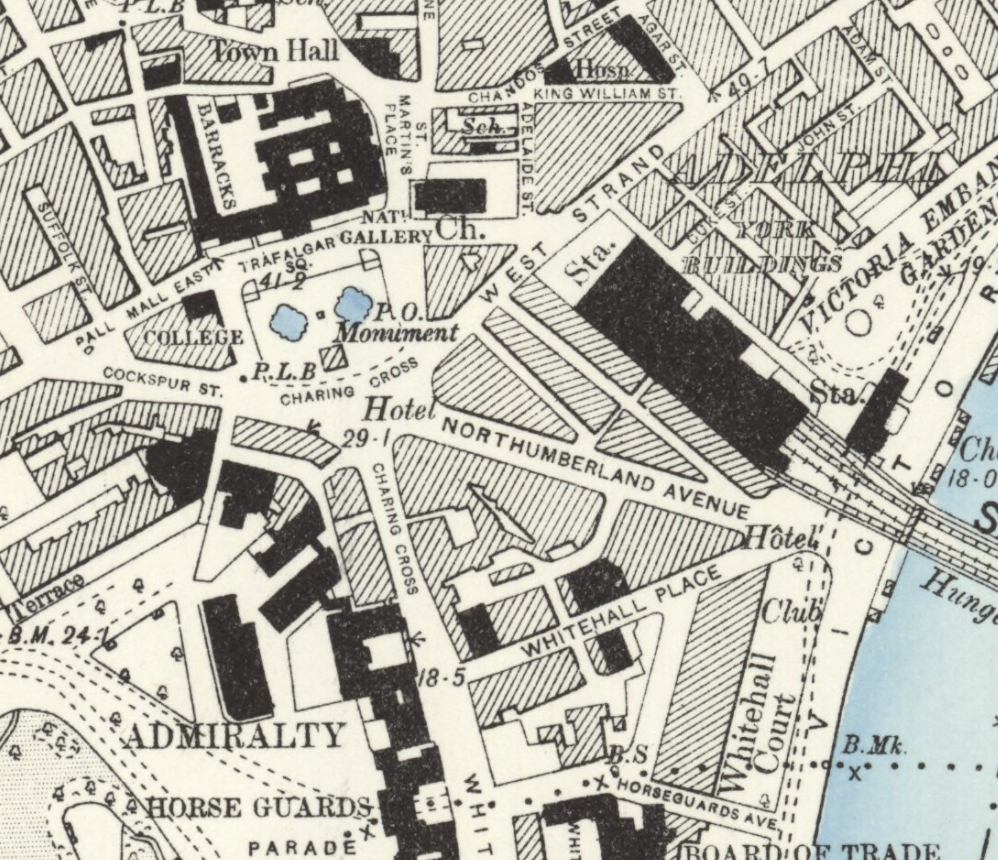
Northumberland Avenue en un mapa de 1896.

En junio de 1874, toda Northumberland House fue adquirida por la Metropolitan Board of Works y demolida para construir Northumberland Avenue, que contendría hoteles. Las ordenanzas de la época prohibían que los hoteles fueran más altos que la anchura de la calle en la que estaban; en consecuencia Northumberland Avenue se construyó con una calzada amplia. Se demolió parte de la paralela Northumberland Street para permitir la construcción del extremo este de la avenida. La calle se inauguró en 1876. Los hoteles de la calle eran populares entre los visitantes americanos porque estaban cerca del West End, los edificios gubernamentales de Whitehall y todas las principales estaciones.
En los años treinta, eran más populares los hoteles de Park Lane y Piccadilly, lo que hizo que cerraran algunos hoteles de Northumberland Avenue. El Grand Hotel, en el número 8, que tenía siete plantas, se convirtió en sede de un comercio. Actualmente es una sala de eventos para empresas como Marks & Spencer, la primera de Europa que instaló iluminación amBX.

## Edificios

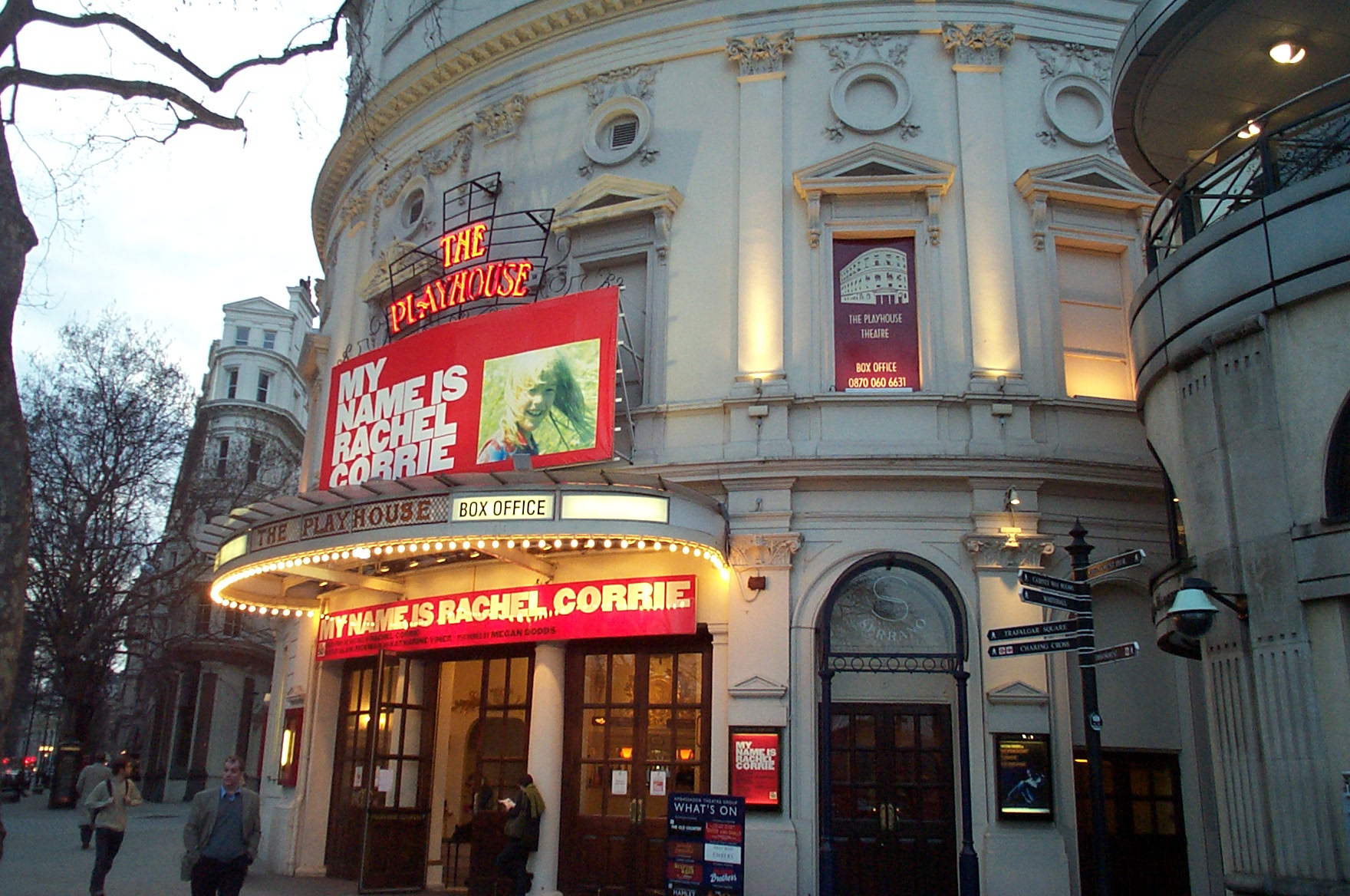
El Playhouse Theatre ha estado en Northumberland Avenue desde 1882.

Varios ministerios del gobierno británico se han situado en edificios de Northumberland Avenue; el Ministerio de Defensa y el Ministerio del Aire ocuparon antiguamente el Hotel Metropole de la calle. Otros edificios situados en la calle son la Alta Comisión de Nigeria en el número 9 y una residencia universitaria de la London School of Economics.
El Playhouse Theatre fue construido por Sefton Parry en la calle y abrió sus puertas en 1882 con el nombre de Avenue Theatre. George Alexander produjo aquí su primera obra de teatro. En 1905, el teatro fue destruido después de que cayera sobre él parte de la estación de Charing Cross, y se reconstruyó dos años después. Alec Guinness actuó por primera vez en el escenario de este teatro. Fue usado para emisiones de la BBC entre 1951 y 1975, entre las que estaban comedias como The Goon Show y varias actuaciones de the Beatles.
El Grand Hotel se construyó entre 1882 y 1887. Tenía siete plantas, quinientas habitaciones y un gran salón de baile que ha sobrevivido prácticamente intacto con su diseño original. La sala de recepción original se renombró Mayflower Room en 1923, y actualmente se llama the Salon. Al contrario que otros hoteles de Northumberland Avenue que fueron ocupados por la Oficina de Guerra, the Grand sigue siendo un lugar de ocio y exposiciones.
El Hotel Metropole fue diseñado por Frederick Gordon y construido entre 1883 y 1885. El Príncipe Alberto, posterior Rey Eduardo VII, fue un visitante habitual del hotel, entreteniendo a sus invitados en su Suite Real. A principios del siglo XX se había convertido en uno de los hoteles más populares de Londres, y en 1914 la Oficina de Guerra afirmó que era «de reputación mundial». Contenía originalmente el Aero Club y el Alpine Club. En 1936, fue alquilado al Gobierno por 300 000 libras (actuales 18 400 000 de libras) para alojar temporalmente varios ministerios. Durante la Segunda Guerra Mundial, la habitación 424 se usó como sede de MI9, la sección principal de inteligencia militar en apoyo de los prisioneros de guerra aliados. El hotel continuó funcionando como edificio del gobierno después de la guerra, y en 1951 empezó a ser usado por el Ministerio del Aire.

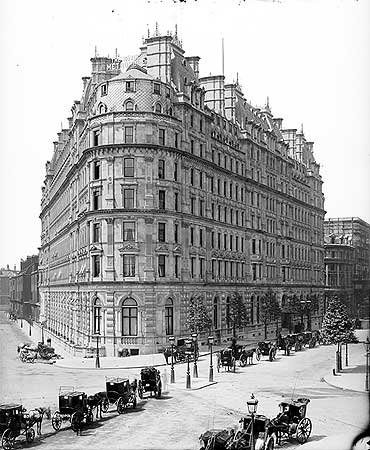
El Metropole Hotel de Northumberland Avenue a finales del.

El Hotel Victoria abrió en 1887 y su nombre recuerda el jubileo de oro de la reina Victoria celebrado durante dicho año. Tenía quinientas habitaciones y fue el segundo mayor hotel de su clase de Londres tras su apertura, superando su presupuesto en unas 520 000 libras (actuales 44 100 000 de libras). El hotel se autoalimentaba, generando su propia electricidad de dinamos. Fue comprado por Frederick Gordon en 1893, tras lo cual consiguió el monopolio de todos los hoteles de Northumberland Avenue. En 1911 empezó una renovación, aunque esta se retrasó debido a la Primera Guerra Mundial, que resultó en un nuevo anexo, las Edward VII Rooms. Cerró en 1940 y fue usado por la Oficina de Guerra, que necesitaba más espacio. La Oficina de Guerra compró el edificio en 1951, renombrándolo Victoria Buildings. Posteriormente se renombró Northumberland House.
La sede británica de Thomas Edison, Edison House, se situaba en la calle. Varias personalidades prominentes de finales del siglo XIX grababan aquí sus voces con un fonógrafo, incluido el primer ministro William Ewart Gladstone y el poeta Robert Browning. Mary Helen Ferguson, la primera mecanógrafa de audio mujer inglesa, trabajó en Edison House y supervisaba todas las grabaciones musicales. En 1890, el trompetista militar retirado Martin Lanfried grabó en Edison House usando una corneta que creía que había sido usada en la batalla de Waterloo de 1815 y la Carga de la Brigada ligera de 1854.
La Royal Commonwealth Society está en el número 18 de Northumberland Avenue. Se fundó en 1868 como Sociedad Colonial (Colonial Society) para mejorar las relaciones con las colonias del Imperio británico, incluidas Canadá y Australia, y se trasladó a sus instalaciones actuales en 1885. Su nombre actual data de 1958 para reflejar el paso del Imperio a la Mancomunidad de Naciones o Commonwealth. En 1998 abrió en estas instalaciones el Commonwealth Club, que contiene el único comedor de cristal suspendido de Londres. La Royal African Society tenía su sede en el mismo edificio, antes de trasladarse a la Escuela de Estudios Orientales y Africanos en Russell Square.

## En la cultura general

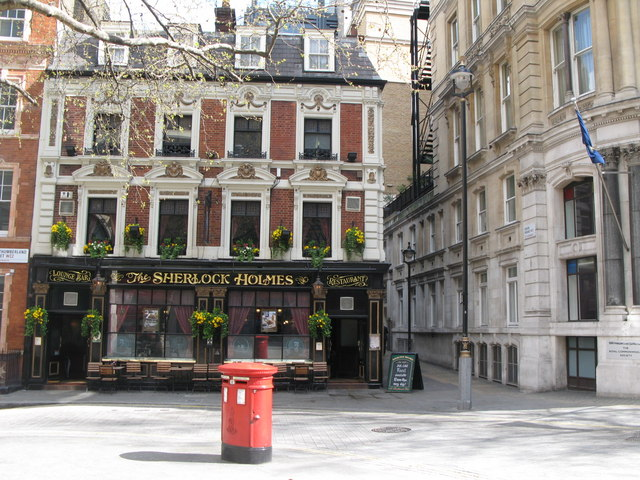
El pub Sherlock Holmes visto desde Northumberland Avenue.

Northumberland Avenue se menciona varias veces en las novelas de Sherlock Holmes de Arthur Conan Doyle, incluidas El intérprete griego y El sabueso de los Baskerville. Estas historias hacen referencia a ricos visitantes orientales que se alojaban en los hoteles de la avenida, como el Grand, el Metropole y el Victoria. El pub Northumberland Arms, en la intersección de Northumberland Street con Northumberland Avenue, se renombró the Sherlock Holmes en 1957 y contiene numerosas exposiciones relacionadas con Holmes del Festival de Londres de 1951.
La calle forma parte de un grupo de tres en el tablero del Monopoly de Londres, junto con Pall Mall y Whitehall. Estas tres calles se juntan en Trafalgar Square.
Northumberland Avenue formó parte del circuito de maratón de los Juegos Olímpicos y Paralímpicos de 2012. La maratón olímpica de mujeres se celebró el 5 de agosto, y la de hombres el 12 de agosto, mientras que las maratones paralímpicas se realizaron el 9 de septiembre.